# Condado de Hansford
El condado de Hansford (Hansford County, en inglés) es uno de los 254 condados del estado estadounidense de Texas. La sede del condado es Spearman, al igual que su mayor ciudad. El condado tiene un área de 2.384 km² (de los cuales 2 km² están cubiertos por agua) y una población de 5.369 habitantes, para una densidad de población de 2 hab/km² (según censo nacional de 2000). Este condado fue fundado en 1876. Es uno de los 46 condados de Texas que prohíben la venta de bebidas alcohólicas.

## Demografía
Para el censo de 2000, había 5.369 personas, 2.005 cabezas de familia, y 1.489 familias residiendo en el condado. La densidad de población era de 6 habitantes por milla cuadrada.
La composición racial del condado era:
- 79,88% blancos
- 0,04% negros o negros americanos
- 0,75% nativos americanos
- 0,22% asiáticos
- 17.47% otras razas
- 1,64% de dos o más razas.

Habían 2005 cabezas de familia, de las cuales el 36,90% tenían menores de 18 años viviendo con ellas, el 65,00% eran parejas casadas viviendo juntas, el 5,90% eran mujeres cabeza de familia monoparental (sin cónyuge), y 25,70% no eran familias.
El tamaño promedio de una familia era de 3,14 miembros.
En el condado el 29,30% de la población tenía menos de 18 años, el 6,80% tenía de 18 a 24 años, el 26,30% tenía de 25 a 44, el 22,30% de 45 a 64, y el 15,20% eran mayores de 65 años. La edad promedio era de 36 años. Por cada 100 mujeres había 96,50 hombres. Por cada 100 mujeres mayores de 18 años había 96,40 hombres.

## Economía
Los ingresos medios de una cabeza de familia del condado eran de USD$35.438 y el ingreso medio familiar era de $40.281. Los hombres tenían unos ingresos medios de $29.022 frente a $17.668 de las mujeres. El ingreso per cápita del condado era de $17.408. El 12,00% de las familias y el 16,40% de la población estaban debajo de la línea de pobreza. Del total de gente en esta situación, 22,60% tenían menos de 18 y el 15,00% tenían 65 años o más.